# Balliamo e cantiamo con Licia (album)
Balliamo e cantiamo con Licia è la colonna sonora della serie televisiva omonima pubblicata da Five Record e distribuita da C.G.D. Messaggerie Musicali S.p.A. nel 1988. È il ventesimo album di Cristina D'Avena e il quinto e ultimo album in studio con i Bee Hive.

## Descrizione
L'album contiene tutte le versioni cantate delle canzoni della serie. A chiudere l'album vi è la versione strumentale della sigla Balliamo e cantiamo con Licia. Venne realizzato nello storico studio di Mino Reitano, ad Agrate Brianza, in questo album viene suonata la batteria elettronica in modo tale da dare un sound diverso rispetto agli album precedenti, dove vi era la batteria acustica o elettroacustica.
Nel dicembre 2010 l'album è stato ristampato per la prima volta su CD all'interno del cofanetto Licia e i Bee Hive Story, box da 5 dischi contenente le ristampe delle colonne sonore dei quattro telefilm di produzione italiana ispirati al personaggio di Licia, oltre che del cartone animato da cui hanno origine.

## Tracce
- LP: FM 13609

- MC: 50 FM 13609

Lato A
Testi di Alessandra Valeri Manera, musiche di Carmelo Carucci; edizioni musicali Canale 5 Music.
1. Cristina D'Avena – Balliamo e cantiamo con Licia – 3:16
2. Mirko e i Bee Hive – Città, città – 3:12
3. Cristina D'Avena e Mirko e i Bee Hive – Il silenzio è... – 3:42
4. Mirko e i Bee Hive – Dolci pensieri d'amore – 3:20
5. Cristina D'Avena – Malinconia – 3:40
6. Mirko e i Bee Hive – Tornerà l'allegria – 2:53

Durata totale: 20:03
Lato B
Testi di Alessandra Valeri Manera, musiche di Carmelo Carucci; edizioni musicali Canale 5 Music.
1. Cristina D'Avena e Mirko e i Bee Hive – Con la primavera nel cuore – 3:36
2. Mirko e i Bee Hive – Verità – 3:10
3. Cristina D'Avena – Rimboccata dalla luna la città già dorme – 3:44
4. Cristina D'Avena e Mirko e i Bee Hive – Pensare e sentire con te – 2:38
5. Mirko e i Bee Hive – Risveglio – 3:10
6. Balliamo e cantiamo con Licia (strumentale) – 3:16

Durata totale: 19:34
Voci
Enzo Draghi – Presta la voce a Mirko di Mirko e i Bee Hive

## Produzione
- Alessandra Valeri Manera – produzione

## Produzione e formazione dei brani
Per tutte le canzoni a eccezione di Balliamo e cantiamo con Licia
- Carmelo Carucci – tastiera e pianoforte[10], produzione e arrangiamento
- Piero Cairo – programmazione
- Giorgio Cocilovo – chitarre
- Paolo Donnarumma – basso
- Claudio Pascoli – sax[11][12][13][14]
- Vincenzo Draghi – cori
- Moreno Ferrara – cori
- Ricky Belloni – cori
- Silvio Pozzoli – cori

## Dati di vendita
L'album ha venduto, approssimativamente, 80 000 copie.